# Symplocarpus koreanus
Symplocarpus koreanus — вид рослин із родини кліщинцевих (Araceae), ендемік Кореї.

## Біоморфологічна характеристика
Багаторічна трава. Корені вірьовкоподібні, їхній діаметр 1.6–5.3 мм. Кореневище гіпогенне, прямовисне, 10–27 мм у діаметрі. Листки в розетці, з'являються після квіток, 2–5; ніжка листка борозниста, пурпурно-смугаста, 5.8–17 см × 1.9–10.2 мм; листова пластинка субсердцеподібна або серцеподібно-яйцюваті, 7–24 × 4.6–19 см, жовтувато-зелені або зелені, основа серцеподібна або ниркоподібна, злегка нерівна, край цілий, верхівка гостра, загострена або тупа. Суцвіття 1–3, з'являються перед листям, 29–62-квіткові; ніжка прямовисна, частково під землею, кругла в перерізі, 3.5–21 см × 0.3–2.1 мм, жовтувато-зелена або пурпурно відтінку. Приквіток капюшоноподібний, м'ясистий, 6–11 × 2.8–5.8 см, жовтувато-коричневий або жовтувато-зелений, зазвичай темно-пурпурно плямистий або смугастий, гострий або загострений, не зберігається при плодах. Колосок субкулястий або еліпсоїдний, 9.3–17 × 7.4–15 мм. Квіти двостатеві, 2.7–5.5 × 2.3–5 мм; листочків оцвітини 4, жовтого кольору; тичинок 4, вільні; пиляки жовті. Супліддя кулясте або широко еліпсоїдне, колосок 2.7–3.3 × 2.4–3 см, ніжка 10.8–19 × 4.5–6.3 мм. Плід — ягода, спочатку зеленуватий або темно-пурпурний, стаючи темно-коричневим, дозріває під землею влітку того ж року. Насіння коричневе, дещо неправильної форми, 4.6–11.5 × 4.8–13.7 мм, гладке.
Symplocarpus koreanus здавна вважався належним до виду S. renifolius з Японії, але філогенетичні, морфологічні та цитологічні дані свідчать про таксономічну відмінність між ними. У порівнянні з S. renifolius, S. koreanus має значно менший приквіток і більш кулястий колосок з меншою кількістю дрібних квіток. Попередні філогенетичні дослідження також показали, що S. koreanus тісніше пов'язаний з S. nipponicus ніж з S. renifolius. S. koreanus, як і S. nipponicus диплоїдний 2n = 2x = 30, тоді як S. renifolius тетраплоїдний 2n = 4x = 60.

## Середовище проживання
Symplocarpus koreanus обмежений лише Корейським півостровом (Північна й Південна Кореї). Зазвичай трапляється у затінених, вологих місцях, уздовж струмків та на вологих скелястих схилах пагорбів у змішаних листяних лісах приблизно від 100 до 750 метрів